# 团叶越桔
团叶越桔（学名：Vaccinium chaetothrix）为杜鹃花科越桔属下的一个种。

## 扩展阅读
- 維基物種上的相關：团叶越桔